# Chigné
Chigné és un municipi francès situat al departament de Maine i Loira i a la regió de País del Loira. L'any 2007 tenia 299 habitants.

## Demografia

### Població
El 2007 la població de fet de Chigné era de 299 persones. Hi havia 114 famílies de les quals 24 eren unipersonals (16 homes vivint sols i 8 dones vivint soles), 47 parelles sense fills, 39 parelles amb fills i 4 famílies monoparentals amb fills.
La població ha evolucionat segons el següent gràfic:
Habitants censats

### Habitatges
El 2007 hi havia 172 habitatges, 116 eren l'habitatge principal de la família, 31 eren segones residències i 24 estaven desocupats. 168 eren cases i 4 eren apartaments. Dels 116 habitatges principals, 87 estaven ocupats pels seus propietaris i 30 estaven llogats i ocupats pels llogaters; 5 tenien dues cambres, 17 en tenien tres, 33 en tenien quatre i 62 en tenien cinc o més. 81 habitatges disposaven pel capbaix d'una plaça de pàrquing. A 48 habitatges hi havia un automòbil i a 57 n'hi havia dos o més.

### Piràmide de població
La piràmide de població per edats i sexe el 2009 era:
| Homes | Edats   | Dones |
| ----- | ------- | ----- |
| 0     | 95 o +  | 0     |
| 0     | 90 a 94 | 0     |
| 0     | 85 a 89 | 4     |
| 0     | 80 a 84 | 12    |
| 4     | 75 a 79 | 8     |
| 4     | 70 a 74 | 0     |
| 20    | 65 a 69 | 4     |
| 12    | 60 a 64 | 16    |
| 12    | 55 a 59 | 12    |
| 20    | 50 a 54 | 12    |
| 8     | 45 a 49 | 0     |
| 4     | 40 a 44 | 16    |
| 12    | 35 a 39 | 4     |
| 0     | 30 a 34 | 12    |
| 8     | 25 a 29 | 0     |
| 8     | 20 a 24 | 4     |
| 12    | 15 a 19 | 0     |
| 8     | 10 a 14 | 12    |
| 4     | 5 a 9   | 8     |
| 4     | 0 a 4   | 8     |

## Economia
El 2007 la població en edat de treballar era de 186 persones, 122 eren actives i 64 eren inactives. De les 122 persones actives 99 estaven ocupades (56 homes i 43 dones) i 23 estaven aturades (14 homes i 9 dones). De les 64 persones inactives 30 estaven jubilades, 18 estaven estudiant i 16 estaven classificades com a «altres inactius».

### Ingressos
El 2009 a Chigné hi havia 118 unitats fiscals que integraven 301,5 persones, la mediana anual d'ingressos fiscals per persona era de 14.281 €.

### Activitats econòmiques
Dels 8 establiments que hi havia el 2007, 1 era d'una empresa alimentària, 2 d'empreses de construcció, 3 d'empreses de comerç i reparació d'automòbils, 1 d'una empresa d'hostatgeria i restauració i 1 d'una entitat de l'administració pública.
Dels 3 establiments de servei als particulars que hi havia el 2009, 2 eren lampisteries i 1 restaurant.
L'any 2000 a Chigné hi havia 20 explotacions agrícoles que ocupaven un total de 1.358 hectàrees.

## Equipaments sanitaris i escolars
El 2009 hi havia una escola maternal integrada dins d'un grup escolar amb les comunes properes formant una escola dispersa.

## Poblacions més properes
El següent diagrama mostra les poblacions més properes.